# Skeneopsis sultanarum
Skeneopsis sultanarum é uma espécie de molusco pertencente à família Skeneopsidae.
A autoridade científica da espécie é Gofas, tendo sido descrita no ano de 1983.
Trata-se de uma espécie presente no território português, incluindo a zona económica exclusiva.